# Priča Brooke Ellison
Priča Brooke Ellison (eng. The Brooke Ellison Story) je biografski film Christophera Reevea iz 2004.

## Sinopsis
11-godišnja Brooke Ellison zadobila je teške ozljede vrata nakon što ju je auto udario dok se vraćala iz škole. Njeni roditelji Jean Ellison i Ed Ellison šokirani viješću da njihova kćerka više neće moći hodati, te da će čitav život provesti u invalidskim kolicima ne žele odustati od svojih snova, pa tako ni mlada Brooke. Njena majka uz Brooke ostaje čitav njen život kao majka, prijateljica,njegovateljica, te s njom ide u školu a sve to zbog Brookine jake želje da se nastavi školovati unatoč njenom stanju. Njena upornost je vodi i do Harvarda gdje je i diplomirala s odličnim uspjehom.

## Uloge
- Flacey Chabert  (Brooke Ellison)
- Mary Elizabeth Mastrantonio (Jean Ellison)
- John Slattery (Ed Ellison)
- Vanessa Marano (mlada Brooke Ellison)
- Ryan Hudson (Reed Ellison)
- John P. Fertitta (Ray)
- Terrence Gibney (Mr. Barnes)

## Zanimljivosti iz filma
- Christopher Reeve preminuo je nekoliko dana nakog prikazivanja filma.Umro je u 52 godini.
- Ellin Brooke napisala je kjigu Miracles happens:"One Mother,One Dauther,One Journey"
- Filma je osvojio 2 nagrade- Christopher Award i jednu nagradu - DGA Award.
- Pogreška u snimanju filma-Kada je Ellin Brooke završila govor dok je dobila diplomu za završeno školovanje,njena majka je prikazana kako sjedi na stolici ispred nje,ali poslije je prikazana kako sjedi odmah do Ellin na podiju.
- Pjesmu u filmu It's gonna be okay (Bit će sve u redu) je pjesma od Theresa Andersson.

## Vanjske poveznice
- Priča Brooke Ellison u internetskoj bazi filmova IMDb-a